# Götz Hamann
Pour les articles homonymes, voir Götz et Hamann.
Götz Hamann, né le 11 décembre 1969 à Lüdenscheid, est un journaliste économique allemand.

## Biographie
Hamann a étudié à l'université de Münster. Son parcours journalistique commence avec un volontariat à la Frankfurter Allgemeine Zeitung. Il est ensuite l'un des rédacteurs de fond du Financial Times Deutschland.
Depuis septembre 2000, il est rédacteur économique de l'hebdomadaire Die Zeit. Il s'y consacre plus particulièrement à la section Medien, Internet und Lobbyismus (Internet, médias et lobbying). Depuis 2008 il est directeur adjoint de la section économique du journal.

## Ouvrages
- Götz Hamann, Khuê Pham et Heinrich Wefing (trad. de l'allemand par Élisa Wenger, postface Adrienne Charmet-Alix), The United States of Google [« Die Vereinigten Staaten von Google »], Paris, Premier parallèle, 2015, 59 p. (ISBN 979-10-94841-02-0, OCLC 909247363, BNF 44351260, présentation en ligne).
- (de) Die Strippenzieher. Manager, Minister, Medien – wie Deutschland regiert wird. Econ, Berlin 2005,  (ISBN 3-430-13011-5). Co-auteur de l'ouvrage, avec Cerstin Gammelin.
- (de) Welt- und Kulturgeschichte. Epochen, Fakten, Hintergründe in 20 Bänden. Bucerius, Hamburg 2006,  (ISBN 3-411-17590-7). Collaborateur de l'ouvrage.
- (de) Zeitbombe Internet. Warum unsere vernetzte Welt immer störanfälliger und gefährlicher wird. Gütersloher Verlagshaus, Gütersloh 2011,  (ISBN 978-3-579-06682-0). Co-auteur de l'ouvrage, avec  Thomas Fischermann.